# Copa Cataluña de fútbol 2012-13
La Copa Cataluña de Fútbol 2012-13 fue la edición número 24.ª edición de la competición regional, la cual se dio inicio el 2 de junio de 2012 y finalizó el 29 de mayo de 2013. El campeonato contó con la participación de equipos de Primera, Segunda, Segunda B, Tercera y Primera Catalana.
En esta ocasión la final se disputó en el Camp d'Esports de Lérida, la cual enfrentó al F. C. Barcelona con el R. C. D. Espanyol. Por séptima vez los azulgranas se alzaron la corona al imponerse a los pericos en la definición a penales luego de un empate a uno.

## Primera Fase

### Primera Ronda
| 2 de junio de 2012, 17:00 | U. E. Sant Quirze | 1 - 0   | U. E. Seva | Municipal Sant Quirze Besora, San Quirico de Besora |                        |
|                           | Salarich 43'      | Reporte |            | Árbitro(s): Leiva Nuño                              | Árbitro(s): Leiva Nuño |

| 2 de junio de 2012, 18:30 | F. C. Fátima                        | 3 - 1   | U. E. Vilanovenca | Can Masarnau, Igualada      |                             |
|                           | Moreno 15' · Flores 26' · Núñez 54' | Reporte | Serrat 74'        | Árbitro(s): Valles Balsells | Árbitro(s): Valles Balsells |

| 3 de junio de 2012, 12:00 | C. E. Llerona                 | 3 - 0   | C. F. Poniente | Instalaciones Parroquials Llerona, Las Franquesas del Vallés |                            |
|                           | Martínez 11', 33' · Parra 53' | Reporte |                | Árbitro(s): Cardona Acosta                                   | Árbitro(s): Cardona Acosta |

| 3 de junio de 2012, 16:00 | C. F. Sant Salvador | 1 - 1   | C. F. Cardona | Municipal Sant Jordi de Cers, Serchs |                            |
|                           | Fernández 44'       | Reporte | Urrutia 85'   | Árbitro(s): Giménez Martin           | Árbitro(s): Giménez Martin |

| 3 de junio de 2012, 17:00 | C. F. Viladecavalls | 0 - 1 | C. E. Olympia B   | Municipal de Viladecavalls, Viladecaballs |                       |
|                           |                     | [http://www.fcf.cat/pnfg/NFG_CmpPartido?cod_primaria=1000120&CodActa=443544 (enlace roto disponible en Internet Archive; véase el historial, la primera versión y la última). Reporte] | De Villanueva 58' | Árbitro(s): Díaz Ruiz                     | Árbitro(s): Díaz Ruiz |

| 3 de junio de 2012, 18:00 | U. E. Sabadellenca B | 1 - 2   | U. E. Crabrera                       | Municipal de La Creu, Sabadell |                          |
|                           | Barunda 84'          | Reporte | Solabusto 38' · Hernández 76' (pen.) | Árbitro(s): Tallón Silva       | Árbitro(s): Tallón Silva |

| 3 de junio de 2012, 18:30 | J. D. Flix                | 2 - 4   | S. E. AEM                                | La Ventonella, Flix      |                          |
|                           | Figueroa 11' · Casals 27' | Reporte | Gómez 16', 35' · Huguet 64' · Martos 88' | Árbitro(s): Castaño Coso | Árbitro(s): Castaño Coso |

| 3 de junio de 2012, 19:00 | C. D. Almeda                            | 3 - 2 | Base U. E. Vilanova            | Municipal de Almeda, Cornellá de Llobregat |                             |
|                           | Sánchez 10' · Barceló 23' · Navarro 44' | [http://www.fcf.cat/pnfg/NFG_CmpPartido?cod_primaria=1000120&CodActa=443542 (enlace roto disponible en Internet Archive; véase el historial, la primera versión y la última). Reporte] | Drag 54' (pen.) · Caparrós 67' | Árbitro(s): Fernández Pérez                | Árbitro(s): Fernández Pérez |

| 3 de junio de 2012, 20:00 | F. A. Espluguenc B | 0 - 1 | C. A. Iberia B | Municipal Salt de Pi, Esplugas de Llobregat |                               |
|                           |                    | [http://www.fcf.cat/pnfg/NFG_CmpPartido?cod_primaria=1000120&CodActa=443543 (enlace roto disponible en Internet Archive; véase el historial, la primera versión y la última). Reporte] | Romero 89'     | Árbitro(s): González Martínez               | Árbitro(s): González Martínez |

### Segunda Ronda
| 8 de junio de 2012, 21:00 | U.E. Marca de l'Ham | 1 - 2 | U. E. La Jonquera       | Barri Marca de l'Ham, Figueras |                            |
|                           | Huget 71'           | [http://www.fcf.cat/pnfg/NFG_CmpPartido?cod_primaria=1000120&CodActa=443586 (enlace roto disponible en Internet Archive; véase el historial, la primera versión y la última). Reporte] | Jiménez 46' · López 89' | Árbitro(s): Hidalgo Moreno     | Árbitro(s): Hidalgo Moreno |

| 9 de junio de 2012, 17:00 | C. F. Sant Salvador            | 4 - 1   | U. E. Sant Quirze | Municipal Sant Jordi de Cers, Serchs |                            |
|                           | Gaona 47', 87', 89' · Juez 58' | Reporte | Polo 12'          | Árbitro(s): Campos Labaila           | Árbitro(s): Campos Labaila |

| 9 de junio de 2012, 18:00 | C. F. Sant Miquel       | 2 - 2   | C. F. Base Roses                 | Municipal de Sant Miquel de Fluvià, San Miguel de Fluviá |                                |
|                           | López 60' · Sánchez 77' | Reporte | Mínguez 11' · Quintos 87' (pen.) | Árbitro(s): Falgueras Regincos                           | Árbitro(s): Falgueras Regincos |

| 9 de junio de 2012, 18:00 | U. E. Vila-Roja B                                  | 4 - 2   | A. C. Banyoles             | Municipal Vila-Roja, Gerona |                         |
|                           | Sanz 6' · Amador 18' · Rodríguez 60' · Benítez 74' | Reporte | Guerrero 23' · Congost 84' | Árbitro(s): Romero Mota     | Árbitro(s): Romero Mota |

| 9 de junio de 2012, 18:00 | C. A. Iberia B                                                      | 6 - 2   | C. D. Carmelo           | Complex Esportiu La Bàscula, Barcelona |                           |
|                           | Bros 30' · Aranda 33' · Marquina 53' · Tejeda 76' · Montes 80', 85' | Reporte | Blanco 14' · Crespo 81' | Árbitro(s): Pérez Sánchez              | Árbitro(s): Pérez Sánchez |

| 9 de junio de 2012, 18:30 | U. E. Cabrera | 1 - 2 | U. E. San Juan Montcada | Municipal de Cabrera de Mar, Cabrera de Mar |                            |
|                           | Català 85'    | [http://www.fcf.cat/pnfg/NFG_CmpPartido?cod_primaria=1000120&CodActa=443598 (enlace roto disponible en Internet Archive; véase el historial, la primera versión y la última). Reporte] | Zapata 9' · Plana 59'   | Árbitro(s): Aldana Llorens                  | Árbitro(s): Aldana Llorens |

| 9 de junio de 2012, 19:00 | C. F. Miralcamp | 0 - 2   | C. D. Cervera               | Municipal de Miralcamp, Miralcamp |                           |
|                           |                 | Reporte | Capdevila 1' · Gallardo 78' | Árbitro(s): Ruiz González         | Árbitro(s): Ruiz González |

| 9 de junio de 2012, 19:00 | Atlètic Roda Barà                       | 3 - 0   | C. F. P Sant Pere | Municipal de Roda de Bará, Roda de Bará |                           |
|                           | Darouich 33' · Piqué 74' · Gargallo 89' | Reporte |                   | Árbitro(s): López Jiménez               | Árbitro(s): López Jiménez |

| 10 de junio de 2012, 12:00 | F. C. Fátima | 1 - 1   | C. D. La Guàrdia | Can Masarnau, Igualada     |                            |
|                            | Horna 78'    | Reporte | Torras 1'        | Árbitro(s): Cardoso Vilana | Árbitro(s): Cardoso Vilana |

| 10 de junio de 2012, 12:00 | C. E. Llerona               | 2 - 2   | E. C. Granollers      | Instalaciones Parroquials Llerona, Las Franquesas del Vallés |                        |
|                            | Castellsagué 17' · Polo 20' | Reporte | Ricart 12' · Vila 37' | Árbitro(s): Fabre Vila                                       | Árbitro(s): Fabre Vila |

| 10 de junio de 2012, 12:00 | C. E. Lliçà d'Amunt                       | 4 - 2   | C. F. Olímpic La Garriga | Municipal Parc del Tenes, Llissá de Munt |                            |
|                            | Juanola 2' · Barea 58', 70' · Jiménez 89' | Reporte | García 38', 48'          | Árbitro(s): Anillo Serrano               | Árbitro(s): Anillo Serrano |

| 10 de junio de 2012, 12:00 | C. C. E. Tiana | 1 - 6   | C. E. Vilassar Dalt                                                     | Municipal de Tiana, Tiana |                          |
|                            | Gómez 1'       | Reporte | Camps 12' · Vives 20' · Viladomiu 30', 44' · Mancheño 59' · Granero 89' | Árbitro(s): Navarro Sáez  | Árbitro(s): Navarro Sáez |

| 10 de junio de 2012, 12:15 | C. D. Almeda | 0 - 1 | Equipo Ja C. F. | Municipal de Almeda, Cornellá de Llobregat |                               |
|                            |              | [http://www.fcf.cat/pnfg/NFG_CmpPartido?cod_primaria=1000120&CodActa=443605 (enlace roto disponible en Internet Archive; véase el historial, la primera versión y la última). Reporte] | Ventura 33'     | Árbitro(s): Pinzano Rodríguez              | Árbitro(s): Pinzano Rodríguez |

| 10 de junio de 2012, 18:00 | C. D. Les Borges del Camp | 0 - 3   | C. D. Morell                         | Municipal Les Borges Del Camp, Borjas del Campo |                             |
|                            |                           | Reporte | Plana 9' · Soriano 25' · Cazorla 41' | Árbitro(s): Pinel Fernández                     | Árbitro(s): Pinel Fernández |

### Tercera Ronda
| 16 de junio de 2012, 17:00 | C. F. Sant Salvador | 0 - 3 | U. E. Vila-Roja B                     | Municipal Sant Jordi de Cers, Serchs |                              |
|                            |                     | [http://www.fcf.cat/pnfg/NFG_CmpPartido?cod_primaria=1000120&CodActa=443640 (enlace roto disponible en Internet Archive; véase el historial, la primera versión y la última). Reporte] | Amador 35' · Rodríguez 43' · Sanz 63' | Árbitro(s): Costajusta Gómez         | Árbitro(s): Costajusta Gómez |

| 16 de junio de 2012, 19:00 | Atlètic Roda Barà         | 2 - 0 | C. D. Morell | Municipal Roda de Bará, Roda de Bará |                             |
|                            | Gargallo 65' · Galera 69' | [http://www.fcf.cat/pnfg/NFG_CmpPartido?cod_primaria=1000120&CodActa=443642 (enlace roto disponible en Internet Archive; véase el historial, la primera versión y la última). Reporte] |              | Árbitro(s): Bouchaib Rhazli          | Árbitro(s): Bouchaib Rhazli |

| 16 de junio de 2012, 20:00 | S. E. AEM                  | 4 - 4   | C. D. Cervera        | Recasens, Lérida       |                        |
|                            | 9' · 22' · 60' (pen.), 72' | Reporte | 42' · 45' · 73', 90' | Árbitro(s): Amor Berge | Árbitro(s): Amor Berge |

| 17 de junio de 2012, 12:00 | C. E. Lliçà d'Amunt         | 2 - 2 | E. C. Granollers            | Municipal Parc del Tenes, Llissá de Munt |                               |
|                            | Juanola 33' · Rodríguez 75' | [http://www.fcf.cat/pnfg/NFG_CmpPartido?cod_primaria=1000120&CodActa=443641 (enlace roto disponible en Internet Archive; véase el historial, la primera versión y la última). Reporte] | Cosme 20' · Vila 43' (pen.) | Árbitro(s): Fernández Morillo            | Árbitro(s): Fernández Morillo |

| 17 de junio de 2012, 12:00 | U. E. Sant Joan Montcada | 0 - 1   | C. E. Vilassar Dalt | Municipal Can Sant Joan, Moncada y Reixach |                         |
|                            |                          | Reporte | Mancheño 24'        | Árbitro(s): Méndez Egea                    | Árbitro(s): Méndez Egea |

| 17 de junio de 2012, 18:00 | C. F. Base Roses         | 2 - 2 | U. E. La Jonquera        | Municipal La Vinyassa, Rosas |                       |
|                            | Quintos 23' · Bernal 86' | [http://www.fcf.cat/pnfg/NFG_CmpPartido?cod_primaria=1000120&CodActa=443639 (enlace roto disponible en Internet Archive; véase el historial, la primera versión y la última). Reporte] | Cayuela 1' · Alabert 84' | Árbitro(s): Puig Pons        | Árbitro(s): Puig Pons |

| 17 de junio de 2012, 18:00 | C. A. Iberia B         | 2 - 3   | Equipo Ja C. F.                | Complex Esportiu La Bàscula, Barcelona |                           |
|                            | Montes 29' · Núñez 88' | Reporte | Serrano 30', 32' · Gallego 72' | Árbitro(s): Haro Torrijos              | Árbitro(s): Haro Torrijos |

| 17 de junio de 2012, 19:00 | C. E. Olympia B               | 2 - 3   | C. D. La Guàrdia              | Escola Esportiva Brafa, Barcelona |                            |
|                            | Massó 60' · Pich-Aguilera 87' | Reporte | Farré 21', 55' · Reverter 24' | Árbitro(s): Deniz Kizildag        | Árbitro(s): Deniz Kizildag |

## Segunda Fase

### Primera Ronda
| 3 de agosto de 2012, 20:00 | C. D. La Guàrdia  | 2 - 3 | U. E. Cornellà                     | Camp Municipal La Guàrdia, San Vicente dels Horts |                             |
|                            | Gallardo 24', 34' | [http://www.fcf.cat/pnfg/NFG_CmpPartido?cod_primaria=1000120&CodActa=453151 (enlace roto disponible en Internet Archive; véase el historial, la primera versión y la última). Reporte] | Civil 45' · Olivé 74' · Garrós 89' | Árbitro(s): Herrera Salgado                       | Árbitro(s): Herrera Salgado |

| 8 de agosto de 2012, 19:30 | C. E. Vilassar Dalt       | 2 - 1 | C. E. Europa | Municipal de Vilasar de Dalt, Vilasar de Dalt |                          |
|                            | Fuentes 31' · Álvarez 88' | [http://www.fcf.cat/pnfg/NFG_CmpPartido?cod_primaria=1000120&CodActa=453921 (enlace roto disponible en Internet Archive; véase el historial, la primera versión y la última). Reporte] | Gatell 89'   | Árbitro(s): Rovira Campa                      | Árbitro(s): Rovira Campa |

| 11 de agosto de 2012, 19:00 | U. E. Vila-Roja B             | 3 - 3   | E. C. Granollers                   | Municipal Vila-Roja, Gerona |                       |
|                             | Rodríguez 19', 83' · Sanz 35' | Reporte | Vila 33', 58' (pen.) · Sissoko 78' | Árbitro(s): Puig Pons       | Árbitro(s): Puig Pons |

| 11 de agosto de 2012, 20:00 | C. D. Cervera       | 1 - 0   | C. F. Balaguer | Municipal d'Esports de Cervera, Cervera |                        |
|                             | Gallardo 64' (pen.) | Reporte |                | Árbitro(s): Nula Pérez                  | Árbitro(s): Nula Pérez |

| 11 de agosto de 2012, 20:00 | C. F. Base Roses              | 3 - 2   | U. E. Figueres        | Municipal La Vinyassa, Rosas |                          |
|                             | Ricart 27' · Quintos 30', 37' | Reporte | Balde 43' · Amigó 79' | Árbitro(s): López Corona     | Árbitro(s): López Corona |

| 12 de agosto de 2012, 18:00 | Equipo Ja C. F. | 1 - 2   | C. F. Montañesa          | Municipal de Iberia, Barcelona |                                |
|                             | Guzmán 83'      | Reporte | Puchades 9' · García 75' | Árbitro(s): Monferrer Miralles | Árbitro(s): Monferrer Miralles |

| 12 de agosto de 2012, 18:30 | F. C. Vilafranca                         | 3 - 3   | U. E. Castelldefels                     | Municipal de Villafranca del Panadés, Villafranca del Panadés |                             |
|                             | Delgado 26' · Valerio 59' · Bangweni 80' | Reporte | Sánchez 31' · Doblas 38' · Amantini 49' | Árbitro(s): Bertomeu García                                   | Árbitro(s): Bertomeu García |

| 12 de agosto de 2012, 19:00 | F. C. Santboià | 0 - 1   | A. E. Prat | Municipal Joan Baptista Milà, San Baudilio de Llobregat |                             |
|                             |                | Reporte | López 56'  | Árbitro(s): Cangost Larrosa                             | Árbitro(s): Cangost Larrosa |

| 12 de agosto de 2012, 19:00 | U. E. Rapitenca | 1 - 1 | C. F. Amposta | Municipal La Devesa, San Carlos de la Rápita |                          |
|                             | Reverté 10'     | [http://www.fcf.cat/pnfg/NFG_CmpPartido?cod_primaria=1000120&CodActa=453916 (enlace roto disponible en Internet Archive; véase el historial, la primera versión y la última). Reporte] | Vidal 89'     | Árbitro(s): Castaño Coso                     | Árbitro(s): Castaño Coso |

| 12 de agosto de 2012, 19:00 | Atlètic Roda Barà     | 2 - 0 | C. F. Vilanova | Municipal Roda de Bará, Roda de Bará |                          |
|                             | Piqué 7' · Galera 26' | [http://www.fcf.cat/pnfg/NFG_CmpPartido?cod_primaria=1000120&CodActa=453152 (enlace roto disponible en Internet Archive; véase el historial, la primera versión y la última). Reporte] |                | Árbitro(s): Bigorda Prio             | Árbitro(s): Bigorda Prio |

| 12 de agosto de 2012, 19:00 | A. E. C. Manlleu          | 2 - 2 | U. E. Olot                       | Municipal d'Esports de Manlleu, Manlleu |                         |
|                             | Fortet 3' · Fernández 70' | [http://www.fcf.cat/pnfg/NFG_CmpPartido?cod_primaria=1000120&CodActa=453920 (enlace roto disponible en Internet Archive; véase el historial, la primera versión y la última). Reporte] | Martínez 35' (pen.) · Prieto 89' | Árbitro(s): Pérez Bueno                 | Árbitro(s): Pérez Bueno |

| 12 de agosto de 2012, 20:00 | Terrassa F. C. | 1 - 0 | U. E. Rubí | Olímpico de Tarrasa, Tarrasa |                            |
|                             | Giménez 74'    | [http://www.fcf.cat/pnfg/NFG_CmpPartido?cod_primaria=1000120&CodActa=453155 (enlace roto disponible en Internet Archive; véase el historial, la primera versión y la última). Reporte] |            | Árbitro(s): Calle Martínez   | Árbitro(s): Calle Martínez |

### Segunda Ronda
| 18 de agosto de 2012, 19:30 | C. F. Base Roses | 0 - 2   | U. E. Llagostera              | Municipal La Vinyassa, Rosas |                           |
|                             |                  | Reporte | González 65' · Serramitja 70' | Árbitro(s): Jiménez Gordo    | Árbitro(s): Jiménez Gordo |

| 18 de agosto de 2012, 19:45 | C. E. Vilassar Dalt | 1 - 1   | C. E. L'Hospitalet | Municipal Vilasar de Dalt, Vilasar de Dalt |                         |
|                             | Vives 59'           | Reporte | Njié 15'           | Árbitro(s): Comella Gil                    | Árbitro(s): Comella Gil |

| 18 de agosto de 2012, 20:00 | C. D. Cervera | 1 - 2   | Lleida Esportiu      | Municipal d'Esports de Cervera, Cervera |                            |
|                             | Gallardo 85'  | Reporte | Alami 24' · Mata 40' | Árbitro(s): Vilaro Alarcón              | Árbitro(s): Vilaro Alarcón |

| 19 de agosto de 2012, 18:00 | C. F. Amposta | 0 - 3 | C. F. Reus Deportiu        | Municipal de Amposta, Amposta |                         |
|                             |               | [http://www.fcf.cat/pnfg/NFG_CmpPartido?cod_primaria=1000120&CodActa=471267 (enlace roto disponible en Internet Archive; véase el historial, la primera versión y la última). Reporte] | Prades 21', 48' · León 81' | Árbitro(s): Pujol Cugat       | Árbitro(s): Pujol Cugat |

| 19 de agosto de 2012, 19:00 | Atlètic Roda Barà | 2 - 2   | U. E. Castelldefels       | Municipal Roda de Bará, Roda de Bará |                           |
|                             | Darouich 58', 82' | Reporte | Henarejos 26' · Muñoz 37' | Árbitro(s): Bernal Salvat            | Árbitro(s): Bernal Salvat |

| 19 de agosto de 2012, 19:00 | A. E. Prat | 1 - 0   | U. E. Cornellà | Municipal de Sagnier, El Prat de Llobregat |                               |
|                             | Larios 81' | Reporte |                | Árbitro(s): Rodríguez Enrique              | Árbitro(s): Rodríguez Enrique |

| 19 de agosto de 2012, 19:00 | C. F. Montañesa | 0 - 1   | U. E. Sant Andreu | Municipal Nou Barris, Barcelona |                          |
|                             |                 | Reporte | Cortés 33'        | Árbitro(s): Martín Varas        | Árbitro(s): Martín Varas |

| 19 de agosto de 2012, 19:00 | U. E. Vila-Roja B | 1 - 3   | A. E. C. Manlleu           | Municipal Vila-Roja, Gerona  |                              |
|                             | Cuéllar 73'       | Reporte | Sala 23' · Fortet 30', 55' | Árbitro(s): Sánchez Morenate | Árbitro(s): Sánchez Morenate |

| 19 de agosto de 2012, 20:00 | Terrassa F. C.                | 3 - 3   | U. E. Vic                       | Olímpico de Tarrasa, Tarrasa |                            |
|                             | Puga 20', 88' · Fernández 86' | Reporte | Moreno 6' · Casas 21' · Pla 67' | Árbitro(s): Ávalos Barrera   | Árbitro(s): Ávalos Barrera |

### Tercera Ronda
| 5 de septiembre de 2012, 19:00 | U. E. Sant Andreu | 0 - 1   | U. E. Llagostera | Narcís Sala, Barcelona       |                              |
|                                |                   | Reporte | Serramitja 9'    | Árbitro(s): Molina Fernández | Árbitro(s): Molina Fernández |

| 5 de septiembre de 2012, 20:00 | C. F. Reus Deportiu | 2 - 1   | Lleida Esportiu | Municipal Camp Nou, Reus |                        |
|                                | Argilaga 29', 59'   | Reporte | Colorado 89'    | Árbitro(s): Sales Font   | Árbitro(s): Sales Font |

| 5 de septiembre de 2012, 20:30 | A. E. C. Manlleu                     | 3 - 0   | U. E. Vic | Municipal d'Esports de Manlleu, Manlleu |                             |
|                                | Putxi 20' · Sala 46' · Fernández 49' | Reporte |           | Árbitro(s): Pertegal Méndez             | Árbitro(s): Pertegal Méndez |

| 5 de septiembre de 2012, 21:00 | Atlètic Roda Barà | 0 - 1   | A. E. Prat | Municipal de Roda de Bará, Roda de Bará |                              |
|                                |                   | Reporte | López 41'  | Árbitro(s): Montes Rodríguez            | Árbitro(s): Montes Rodríguez |

### Cuarta Ronda
| 31 de octubre de 2012, 20:15 | C. F. Reus Deportiu | 0 - 3   | Gimnàstic de Tarragona         | Municipal Camp Nou, Reus |                          |
|                              |                     | Reporte | Jímenez 27' · Virgili 62', 82' | Árbitro(s): Sánchez Rico | Árbitro(s): Sánchez Rico |

| 7 de noviembre de 2012, 20:45 | A. E. Prat                         | 0 - 0 (3 – 5 p.)           | C. E. L'Hospitalet                            | Municipal Sagnier, El Prat de Llobregat |                             |
|                               |                                    | Reporte                    |                                               | Árbitro(s): Fernández Pérez             | Árbitro(s): Fernández Pérez |
|                               |                                    | Tiros desde el punto penal |                                               |                                         |                             |
|                               | Fuentes · Sierra · Ruiz · Periáñez |                            | García · Pedraza · Barranco · Benítez · Cirio |                                         |                             |

| 14 de noviembre de 2012, 20:00 | U. E. Llagostera        | 2 - 1   | Girona F. C. | Municipal de Llagostera, Llagostera |                           |
|                                | Pitu 16' · Aumatell 78' | Reporte | Vélez 51'    | Árbitro(s): Ávalos Martos           | Árbitro(s): Ávalos Martos |

| 28 de noviembre de 2012, 20:30 | A. E. C. Manlleu             | 2 - 0   | C. E. Sabadell F. C. | Municipal d'Esports de Manlleu, Manlleu |                        |
|                                | Nsue 54' (pen.) · Gúzman 85' | Reporte |                      | Árbitro(s): Galán Baró                  | Árbitro(s): Galán Baró |

### Semifinales
| 20 de marzo de 2013, 20:30 | A. E. C. Manlleu | 0 - 1   | U. E. Llagostera | Municipal d'Esports de Manlleu, Manlleu |                          |
|                            |                  | Reporte | Pi Solà 26'      | Árbitro(s): Robas Bondia                | Árbitro(s): Robas Bondia |

| 20 de marzo de 2013, :00 | C. E. L'Hospitalet                                | 1 - 1 (4 – 5 p.)           | Gimnàstic de Tarragona                                 | Municipal de L' Hospitalet de Llobregat, Hospitalet de Llobregat |                           |
|                          | Corominas 18'                                     | Reporte                    | Haro 44'                                               | Árbitro(s): García Fuster                                        | Árbitro(s): García Fuster |
|                          |                                                   | Tiros desde el punto penal |                                                        |                                                                  |                           |
|                          | Bakari · Moyano · Viale · Rico · Cirio · Salvador |                            | Virgili · Mairata · Vélez · Coch · Martínez · De Lerma |                                                                  |                           |

## Fase Final

### Semifinales
| 17 de abril de 2013, 19:00 | U. E. Llagostera | 0 - 3   | R. C. D. Espanyol                   | Nou Estadi de Tarragona, Tarragona |                         |
|                            |                  | Reporte | Sergio García 0' · Alfonso 23', 31' | Árbitro(s): Vico Moreno            | Árbitro(s): Vico Moreno |

| 17 de abril de 2013, 21:30 | Gimnàstic de Tarragona | 0 - 1   | F. C. Barcelona   | Nou Estadi de Tarragona, Tarragona |                          |
|                            |                        | Reporte | Lombán 13' (pen.) | Árbitro(s): Sánchez Rico           | Árbitro(s): Sánchez Rico |

### Final
| 31         | POR        | Oier Olazábal       |     |
| 2          | DEF        | Ivan Balliu         | 68' |
| 5          | DEF        | Sergi Gómez         | 68' |
| 21         | DEF        | Adriano Correia     | 45' |
| 15         | DEF        | Patric Gabarrón     |     |
| 16         | MED        | Sergio Busquets     | 45' |
| 20         | MED        | Sergi Roberto       | 45' |
| 12         | MED        | Jonathan dos Santos | 65' |
| 17         | DEL        | Pedro Rodríguez     | 45' |
| 24         | DEL        | Rafinha Alcántara   | 65' |
| 19         | DEL        | Gerard Deulofeu     | 65' |
| Entrenador | Entrenador | Tito Vilanova       |     |

| 13         | POR        | Kiko Casilla      |       |
| 2          | DEF        | Felipe Mattioni   | 86'   |
| 3          | DEF        | Raúl Rodríguez    |       |
| 6          | DEF        | Juan Forlín       |       |
| 28         | DEF        | Carlos Clerc      | 71'   |
| 7          | MED        | Raúl Baena        | 90+2' |
| 4          | MED        | Víctor Sánchez    | 45'   |
| 23         | MED        | Cristian Gómez    | 71'   |
| 20         | DEL        | Simão Sabrosa     | 45'   |
| 22         | DEL        | Wakaso Mubarak    |       |
| 24         | DEL        | Christian Alfonso | 45'   |
| Entrenador | Entrenador | Javier Aguirre    |       |

| 14 | DEF | Javier Mascherano | 45' |
| 23 | MED | Javier Espinosa   | 45' |
| 25 | MED | Alex Song         | 45' |
| 9  | DEL | Alexis Sánchez    | 45' |
| 4  | MED | Cesc Fàbregas     | 65' |
| 6  | MED | Xavi Hernández    | 65' |
| 7  | DEL | David Villa       | 65' |
| 3  | DEF | Gerard Piqué      | 68' |
| 18 | DEF | Jordi Alba        | 68' |

| 19 | DEF | Diego Colotto    | 45'   |
| 5  | MED | Sergio Tejera    | 45'   |
| 17 | MED | Martin Petrov    | 45'   |
| 8  | DEL | Christian Stuani | 45'   |
| 18 | DEF | Joan Capdevila   | 71'   |
| 10 | MED | Joan Verdú       | 71'   |
| 16 | DEF | Javi López       | 86'   |
| 9  | DEL | Sergio García    | 90+2' |

| Amonestado | 20' | Adriano Correia |
| Amonestado | 66' | Cesc Fàbregas   |
| Amonestado | 75' | Gerard Piqué    |

| Amonestado | 41' | Simão Sabrosa  |
| Amonestado | 58' | Diego Colotto  |
| Amonestado | 63' | Wakaso Mubarak |
| Amonestado | 63' | Juan Forlín    |
| Amonestado | 78' | Raúl Baena     |

| Expulsado | 90+5' | Alex Song |

| Expulsado | 90+5' | Christian Stuani |

| Anotado | 89' | Cesc Fàbregas | 1-1 |

| Anotado | 19' | Simão Sabrosa | 0-1 |

| Xavi Hernández | Fallo de penal   | 0:1 | Acierto de penal | Wakaso Mubarak |
| Cesc Fàbregas  | Acierto de penal | 1:2 | Fallo de penal   | Martin Petrov  |
| Gerard Piqué   | Acierto de penal | 2:2 | Fallo de penal   | Diego Colotto  |
| Alexis Sánchez | Acierto de penal | 3:2 | Fallo de penal   | Joan Verdú     |
| David Villa    | Acierto de penal | 4:2 |                  |                |

| Árbitro:                                                                                                  | Alfonso Javier Álvarez Izquierdo |
| Árbitros asistentes:                                                                                      | Javier Aguilar Rodríguez         |
| Árbitros asistentes:                                                                                      | Juan Carlos Barranco Trejo       |
| Cuarto árbitro:                                                                                           | José Antonio Salas Montoro       |
| Reporte (enlace roto disponible en Internet Archive; véase el historial, la primera versión y la última). |                                  |

| 31         | POR        | Oier Olazábal       |     |
| 2          | DEF        | Ivan Balliu         | 68' |
| 5          | DEF        | Sergi Gómez         | 68' |
| 21         | DEF        | Adriano Correia     | 45' |
| 15         | DEF        | Patric Gabarrón     |     |
| 16         | MED        | Sergio Busquets     | 45' |
| 20         | MED        | Sergi Roberto       | 45' |
| 12         | MED        | Jonathan dos Santos | 65' |
| 17         | DEL        | Pedro Rodríguez     | 45' |
| 24         | DEL        | Rafinha Alcántara   | 65' |
| 19         | DEL        | Gerard Deulofeu     | 65' |
| Entrenador | Entrenador | Tito Vilanova       |     |

| 13         | POR        | Kiko Casilla      |       |
| 2          | DEF        | Felipe Mattioni   | 86'   |
| 3          | DEF        | Raúl Rodríguez    |       |
| 6          | DEF        | Juan Forlín       |       |
| 28         | DEF        | Carlos Clerc      | 71'   |
| 7          | MED        | Raúl Baena        | 90+2' |
| 4          | MED        | Víctor Sánchez    | 45'   |
| 23         | MED        | Cristian Gómez    | 71'   |
| 20         | DEL        | Simão Sabrosa     | 45'   |
| 22         | DEL        | Wakaso Mubarak    |       |
| 24         | DEL        | Christian Alfonso | 45'   |
| Entrenador | Entrenador | Javier Aguirre    |       |

| 14 | DEF | Javier Mascherano | 45' |
| 23 | MED | Javier Espinosa   | 45' |
| 25 | MED | Alex Song         | 45' |
| 9  | DEL | Alexis Sánchez    | 45' |
| 4  | MED | Cesc Fàbregas     | 65' |
| 6  | MED | Xavi Hernández    | 65' |
| 7  | DEL | David Villa       | 65' |
| 3  | DEF | Gerard Piqué      | 68' |
| 18 | DEF | Jordi Alba        | 68' |

| 19 | DEF | Diego Colotto    | 45'   |
| 5  | MED | Sergio Tejera    | 45'   |
| 17 | MED | Martin Petrov    | 45'   |
| 8  | DEL | Christian Stuani | 45'   |
| 18 | DEF | Joan Capdevila   | 71'   |
| 10 | MED | Joan Verdú       | 71'   |
| 16 | DEF | Javi López       | 86'   |
| 9  | DEL | Sergio García    | 90+2' |

| Amonestado | 20' | Adriano Correia |
| Amonestado | 66' | Cesc Fàbregas   |
| Amonestado | 75' | Gerard Piqué    |

| Amonestado | 41' | Simão Sabrosa  |
| Amonestado | 58' | Diego Colotto  |
| Amonestado | 63' | Wakaso Mubarak |
| Amonestado | 63' | Juan Forlín    |
| Amonestado | 78' | Raúl Baena     |

| Expulsado | 90+5' | Alex Song |

| Expulsado | 90+5' | Christian Stuani |

| Anotado | 89' | Cesc Fàbregas | 1-1 |

| Anotado | 19' | Simão Sabrosa | 0-1 |

| Xavi Hernández | Fallo de penal   | 0:1 | Acierto de penal | Wakaso Mubarak |
| Cesc Fàbregas  | Acierto de penal | 1:2 | Fallo de penal   | Martin Petrov  |
| Gerard Piqué   | Acierto de penal | 2:2 | Fallo de penal   | Diego Colotto  |
| Alexis Sánchez | Acierto de penal | 3:2 | Fallo de penal   | Joan Verdú     |
| David Villa    | Acierto de penal | 4:2 |                  |                |

| Árbitro:                                                                                                  | Alfonso Javier Álvarez Izquierdo |
| Árbitros asistentes:                                                                                      | Javier Aguilar Rodríguez         |
| Árbitros asistentes:                                                                                      | Juan Carlos Barranco Trejo       |
| Cuarto árbitro:                                                                                           | José Antonio Salas Montoro       |
| Reporte (enlace roto disponible en Internet Archive; véase el historial, la primera versión y la última). |                                  |

|                                   |
| Campeón F. C. Barcelona 7° título |